# Gen Satō
Cette page contient des caractères spéciaux ou non latins. S’ils s’affichent mal (▯, ?, etc.), consultez la page d’aide Unicode.
Pour le seiyū homonyme, voir Gen Satō (seiyū).
Gen Satō (佐藤 元, Satō Gen), né le 1er janvier 1960 est un mangaka japonais pionnier du style SD, qui s'est fait connaître dans les années 1980.

## Carrière
Satō a notamment eu du succès grâce à ses parodies de la célèbre saga de science-fiction Gundam. Il travaillait autant dans le domaine de la bande dessinée japonaise que dans l'animation. Satō a également formé de nouvelles générations de dessinateurs. Un tome de la collection Le Dessin Manga a été écrit par lui, il y explique les méthodes de dessin manga SD (Le Dessin Manga 13 : Personnages Super-Déformés).

## Travail dans l'animation
Il a notamment participé à :
- Magical DoReMi (おジャ魔女どれみ, Ojamajo Doremi?)
- Nadja (明日のナージャ, Ashita no Naaja?)
- Shin Lupin III
- Ashita no Joe II
- Galaxy Express 999
- Space Warrior Baldios
- Gundam (機動戦士ガンダム, Kidou Senshi Gundamu?)
- Gundam SD

## Mangas
Il a travaillé sur de nombreux mangas, notamment sa parodie de Gundam, Gundam SD.